# Serie A 2023-2024 (rugby a 15)
La Serie A 2023-2024 fu l'89º campionato nazionale italiano maschile di seconda divisione di rugby a 15.
La stagione regolare è iniziata l'8 ottobre 2023 e si è conclusa il 5 maggio 2024. Partecipano 36 squadre ripartite in prima fase su 3 gironi geografici. A sostituire il Vicenza promosso in Serie A Élite 2023-2024 al termine della scorsa stagione, si unisce il CUS Torino di ritorno dopo una sola stagione in massima serie.
A sostituire le retrocesse CUS Genova, Romagna, Perugia e Pro Recco sono state promosse dalla Serie B al termine della precedente stagione Monferrato, la squadra cadetta del Viadana, Villorba e Rugby Roma
A seguito della rinuncia di categoria dei Centurioni, all'iscrizione del Calvisano rinunciatario alla categoria superiore, l'allargamento dei quadri a 36 squadre ha previsto l'ammissione di ulteriori squadre ovvero Union Firenze (compagine nata dalla fusione di Florentia e Firenze 1931), Amatori&Union e Paganica.

## Squadre partecipanti

### Girone 1
| Club             | Sponsor | Città            | Impianto interno                        |
| ---------------- | ------- | ---------------- | --------------------------------------- |
| Amatori Alghero  |         | Alghero          | Campo da rugby zona Maria Pia           |
| Amatori&Union    |         | Milano           | Campo GF. Crespi                        |
| Biella           |         | Biella           | Cittadella del Rugby                    |
| Calvisano        |         | Calvisano        | Pata Stadium                            |
| CUS Milano       |         | Milano           | Campo sportivo Mario Giuriati           |
| CUS Torino       | Iveco   | Torino           | Campo sportivo Albonico (Grugliasco)    |
| Rugby Milano     |         | Milano           | Centro sportivo G. B. Curioni (Segrate) |
| Monferrato       |         | Asti             | Cittadella del Rugby                    |
| Noceto           |         | Noceto           | Stadio Nando Capra                      |
| Parabiago        |         | Parabiago        | Centro sportivo Venegoni-Marazzini      |
| Parma            |         | Parma            | Campo Giuseppe Banchini                 |
| VII Rugby Torino | TKGroup | Settimo Torinese | Campo comunale in via Cascina Nuova     |

### Girone 2
| Club         | Sponsor | Città                      | Impianto interno                 |
| ------------ | ------- | -------------------------- | -------------------------------- |
| Badia        |         | Badia Polesine             | Nuovi impianti sportivi comunali |
| Casale       |         | Casale sul Sile            | Stadio Eugenio                   |
| Paese        |         | Paese                      | Stadio Gianni Visentin           |
| Patavium     |         | Rubano e Selvazzano Dentro | Impianti sportivi comunali       |
| Petrarca A   |         | Padova                     | C.S. Memo Geremia                |
| Pesaro       |         | Pesaro                     | Campo da rugby Toti-Patrignani   |
| Tarvisium    |         | Treviso                    | Campo San Paolo                  |
| Valpolicella |         | San Pietro in Cariano      | Campo comunale in via Tofane     |
| Valsugana    |         | Padova                     | Campo Valsugana Rugby            |
| Verona       |         | Verona                     | Payanini Center                  |
| Viadana A    |         | Viadana                    | Stadio Luigi Zaffanella          |
| Villorba     | OMAR    | Villorba                   | Campo comunale                   |

### Girone 3
| Club            | Sponsor   | Città                    | Impianto interno               |
| --------------- | --------- | ------------------------ | ------------------------------ |
| Avezzano        | Isweb     | Avezzano                 | Stadio Angelo Trombetta        |
| Capitolina      |           | Roma                     | Campo dell'Unione              |
| Cavalieri Union |           | Prato e Sesto Fiorentino | Stadio Enrico Chersoni         |
| Civitavecchia   |           | Civitavecchia            | Campo Moretti-Della Marta      |
| S.S. Lazio      |           | Roma                     | Centro sportivo Giulio Onesti  |
| Livorno         | Unicusano | Livorno                  | Stadio Carlo Montano           |
| Napoli Afragola |           | Napoli                   | Villaggio del Rugby            |
| Paganica        |           | Paganica                 | Campo Enrico Iovenitti         |
| Primavera       |           | Roma                     | Sapienza Sport                 |
| Rugby Roma      |           | Roma                     | Campo sportivo Renato Speziali |
| U.R. Firenze    |           | Firenze                  | Stadio Mario Lodigiani         |
| Villa Pamphili  |           | Roma                     | Stadio del rugby di Corviale   |

## Formula
Il campionato si svolge in una fase a gironi e una a play-off:
- Fase a gironi. Le 36 squadre sono ripartite in 3 gironi secondo criteri di prossimità geografica. In tale fase le squadre si incontrano, in ogni girone, con la formula all'italiana in partita di andata e ritorno. Al termine di tale fase, le tre squadre prime classificate di ogni girone e la migliore seconda accedono ai playoff.
- Play-off. Semifinale con andata e ritorno. Le vincenti del doppio turno di semifinale si affrontano nella Finale Promozione del 4 giugno (gara unica in campo neutro). La vincente della Finale viene dichiarata Campione d’Italia di Serie A maschile 2023/24 ed è promossa in Serie A Élite 2024-2025.
- Play-out. Le tre squadre ultime classificate di ogni girone si incontrano in gara di sola andata in un mini-girone. L'ultima classificata tra le tre retrocede per la stagione 2024-2025 in serie B.

## Fase a gironi

### Girone 1

#### Risultati
| 8-10-2023  | 1ª/12ª giornata           | 28-1-2024 |
| ---------- | ------------------------- | --------- |
| 30-16      | Biella — Calvisano        | 17-11     |
| 51-10      | CUS Milano — Alghero      | 13-0      |
| 45-10      | CUS Torino — Monferrato   | 28-3      |
| 10-42      | Noceto — Rugby Milano     | 15-17     |
| 29-17      | Parabiago — A&U Milano    | 38-8      |
| 28-13      | VIIº Torino — Parma       | 36-19     |
|            |                           |           |
| 29-10-2023 | 4ª/15ª giornata           | 25-2-2024 |
| 8-16       | Alghero — Noceto          | 19-29     |
| 6-29       | A&U Milano — CUS Torino   | 0-85      |
| 19-16      | Biella — VIIº Torino      | 22-17     |
| 26-27      | CUS Milano — Calvisano    | 17-56     |
| 9-26       | Monferrato — Rugby Milano | 14-47     |
| 22-30      | Parma — Parabiago         | 14-35     |
|            |                           |           |
| 26-11-2023 | 7ª/18ª giornata           | 24-3-2024 |
| 16-31      | Alghero — Parma           | 35-31     |
| 60-7       | CUS Torino — CUS Milano   | 15-3      |
| 25-26      | Rugby Milano— Biella      | 24-27     |
| 33-20      | Monferrato — A&U Milano   | 31-36     |
| 8-14       | Noceto — Calvisano        | 7-45      |
| 13-14      | VIIº Torino — Parabiago   | 36-35     |
|            |                           |           |
| 14-01-2024 | 10ª/21ª giornata          | 28-4-2024 |
| 28-10      | Calvisano — Monferrato    | 40-0      |
| 31-36      | CUS Milano — Biella       | 10-17     |
| 43-27      | CUS Torino — Rugby Milano | 28-20     |
| 29-22      | Parabiago — Alghero       | 22-20     |
| 29-24      | Parma — A&U Milano        | 28-24     |
| 27-13      | VIIº Torino — Noceto      | 20-19     |

| 15-10-2023 | 2ª/13ª giornata            | 11-2-2024 |
| ---------- | -------------------------- | --------- |
| 10-26      | Alghero — CUS Torino       | 14-66     |
| 24-37      | A&U Milano — Noceto        | 3-28      |
| 30-21      | Biella — Parabiago         | 31-32     |
| 24-12      | Rugby Milano — Calvisano   | 17-16     |
| 13-24      | Monferrato — VIIº Torino   | 14-54     |
| 0-13       | Parma — CUS Milano         | 25-24     |
|            |                            |           |
| 12-11-2023 | 5ª/16ª giornata            | 3-3-2024  |
| 16-23      | Alghero — Monferrato       | 20-27     |
| 26-15      | Calvisano — Parabiago      | 9-27      |
| 47-7       | CUS Torino — Parma         | 33-3      |
| 21-19      | Noceto — Biella            | 13-16     |
| 20-17      | VIIº Torino — CUS Milano   | 21-19     |
| 24-18      | Rugby Milano — A&U Milano  | 13-8      |
|            |                            |           |
| 10-12-2023 | 8ª/19ª giornata            | 14-4-2024 |
| 71-5       | Biella — Alghero           | 25-21     |
| 22-30      | Calvisano — CUS Torino     | 18-30     |
| 34-20      | CUS Milano — A&U Milano    | 39-13     |
| 26-25      | Parma — Noceto             | 16-18     |
| 45-22      | Parabiago — CUS Torino     | 28-12     |
| 15-17      | VIIº Torino — Rugby Milano | 14-38     |
|            |                            |           |
| 21-01-2024 | 11ª/22ª giornata           | 5-5-2024  |
| 19-29      | Alghero — VIIº Torino      | 10-14     |
| 24-31      | A&U Milano — Calvisano     | 40-45     |
| 50-16      | Biella — Parma             | 17-38     |
| 32-32      | Rugby Milano — Parabiago   | 12-36     |
| 16-24      | Monferrato — CUS Milano    | 26-46     |
| 15-36      | Noceto — CUS Torino        | 5-48      |

| 22-10-2023 | 3ª/14ª giornata           | 18-2-2024 |
| ---------- | ------------------------- | --------- |
| 31-23      | Calvisano — Parma         | 17-11     |
| 24-24      | CUS Torino — Biella       | 34-17     |
| 51-5       | Rugby Milano — Alghero    | 28-21     |
| 41-25      | Noceto — Monferrato       | 23-18     |
| 22-23      | Parabiago — CUS Milano    | 48-14     |
| 34-24      | VIIº Torino — Biella      | 49-19     |
|            |                           |           |
| 19-11-2023 | 6ª/17ª giornata           | 17-3-2024 |
| 19-15      | A&U Milano — Alghero      | 21-32     |
| 69-25      | Biella — Monferrato       | 62-3      |
| 28-13      | Calvisano — VIIº Torino   | 9-13      |
| 17-6       | CUS Milano — Noceto       | 24-25     |
| 24-13      | Parma — Rugby Milano      | 17-33     |
| 23-20      | Parabiago — CUS Torino    | 23-24     |
|            |                           |           |
| 17-12-2023 | 9ª/20ª giornata           | 21-4-2024 |
| 7-30       | Alghero — Calvisano       | 10-20     |
| 3-38       | A&U Milano — Biella       | 31-57     |
| 47-10      | CUS Torino — VIIº Torino  | 29-5      |
| 24-23      | Rugby Milano — CUS Milano | 25-24     |
| 29-36      | Monferrato — Parma        | 17-26     |
| 28-25      | Noceto — Parabiago        | 8-38      |

#### Classifica
| Pos | Squadra          | G  | V  | N | P  | PF  | PS  | DP   | BMP | Pt  |
| --- | ---------------- | -- | -- | - | -- | --- | --- | ---- | --- | --- |
| 1   | CUS Torino       | 22 | 20 | 1 | 1  | 827 | 272 | +555 | 18  | 100 |
| 2   | Biella           | 22 | 17 | 1 | 4  | 720 | 437 | +283 | 15  | 85  |
| 3   | Parabiago        | 22 | 15 | 1 | 6  | 647 | 443 | +204 | 18  | 80  |
| 4   | Rugby Milano     | 22 | 15 | 1 | 6  | 579 | 437 | +142 | 10  | 72  |
| 5   | VII Rugby Torino | 22 | 14 | 0 | 8  | 508 | 457 | +51  | 12  | 68  |
| 6   | Calvisano        | 22 | 14 | 0 | 8  | 551 | 399 | +152 | 11  | 67  |
| 7   | Noceto           | 22 | 10 | 0 | 12 | 410 | 527 | −117 | 9   | 49  |
| 8   | CUS Milano       | 22 | 9  | 0 | 13 | 499 | 512 | −13  | 12  | 48  |
| 9   | Parma            | 22 | 9  | 0 | 13 | 455 | 595 | −140 | 10  | 46  |
| 10  | Monferrato       | 22 | 3  | 0 | 19 | 380 | 784 | −404 | 8   | 20  |
| 11  | Amatori Alghero  | 22 | 2  | 0 | 20 | 335 | 672 | −337 | 10  | 18  |
| 12  | Amatori&Union    | 22 | 2  | 0 | 20 | 402 | 778 | −376 | 10  | 18  |

### Girone 2

#### Risultati
| 8-10-2023  | 1ª/12ª giornata          | 28-1-2024 |
| ---------- | ------------------------ | --------- |
| 26-40      | Casale — Valsugana       | 31-36     |
| 8-23       | Paese — Verona           | 17-31     |
| 20-33      | Pesaro — Petrarca A      | 21-45     |
| 31-28      | Tarvisium — Patavium     | 25-17     |
| 31-39      | Valpolicella — Badia     | 28-18     |
| 39-33      | Viadana A — Villorba     | 30-23     |
|            |                          |           |
| 28-10-2023 | 4ª/15ª giornata          | 25-2-2024 |
| 19-28      | Badia — Paese            | 19-19     |
| 17-18      | Patavium — Petrarca A    | 0-36      |
| 33-14      | Valsugana — Valpolicella | 7-26      |
| 39-30      | Verona — Tarvisium       | 21-25     |
| 33-16      | Viadana A — Casale       | 21-17     |
| 31-26      | Villorba — Pesaro        | 7-33      |
|            |                          |           |
| 26-11-2023 | 7ª/18ª giornata          | 24-3-2024 |
| 7-28       | Patavium — Verona        | 13-31     |
| 33-31      | Pesaro — Casale          | 7-28      |
| 59-5       | Petrarca A — Valsugana   | 33-36     |
| 22-19      | Tarvisium — Viadana A    | 34-33     |
| 10-33      | Valpolicella — Paese     | 15-33     |
| 38-12      | Villorba — Badia         | 31-14     |
|            |                          |           |
| 14-01-2024 | 10ª/21ª giornata         | 28-4-2024 |
| 23-33      | Badia — Villorba         | 7-49      |
| 27-19      | Casale — Patavium        | 31-22     |
| 23-13      | Paese — Villorba         | 21-10     |
| 8-19       | Tarvisium — Petrarca A   | 24-33     |
| 26-18      | Valpolicella — Pesaro    | 18-14     |
| 10-21      | Viadana A — Valsugana    | 28-22     |

| 15-10-2023 | 2ª/13ª giornata           | 11-2-2024 |
| ---------- | ------------------------- | --------- |
| 48-18      | Badia — Viadana A         | 13-42     |
| 10-22      | Patavium — Valpolicella   | 5-34      |
| 38-7       | Petrarca A — Casale       | 24-26     |
| 12-24      | Valsugana — Paese         | 16-18     |
| 40-3       | Verona — Pesaro           | 32-19     |
| 10-22      | Villorba — Tarvisium      | 25-34     |
|            |                           |           |
| 12-11-2023 | 5ª/16ª giornata           | 3-3-2024  |
| 18-42      | Casale — Paese            | 22-22     |
| 16-15      | Pesaro — Valsugana        | 17-35     |
| 18-18      | Petrarca A — Verona       | 17-10     |
| 28-13      | Tarvisium — Badia         | 28-15     |
| 3-35       | Valpolicella — Viadana A  | 17-50     |
| 28-32      | Villorba — Patavium       | 27-26     |
|            |                           |           |
| 10-12-2023 | 8ª/19ª giornata           | 14-4-2024 |
| 15-18      | Badia — Pesaro            | 31-24     |
| 22-22      | Casale — Tarvisium        | 38-28     |
| 9-36       | Patavium — Paese          | 30-31     |
| 6-34       | Valpolicella — Petrarca A | 31-40     |
| 34-19      | Valsugana — Villorba      | 36-31     |
| 43-5       | Verona — Viadana A        | 39-24     |
|            |                           |           |
| 21-01-2024 | 11ª/22ª giornata          | 5-5-2024  |
| 23-27      | Patavium — Viadana A      | 12-49     |
| 10-17      | Pesaro — Tarvisium        | 12-43     |
| 17-16      | Petrarca A — Paese        | 23-21     |
| 29-14      | Valsugana — Badia         | 18-19     |
| 61-13      | Verona — Casale           | 36-17     |
| 20-19      | Villorba — Valpolicella   | 26-35     |

| 22-10-2023 | 3ª/14ª giornata          | 18-2-2024 |
| ---------- | ------------------------ | --------- |
| 40-32      | Casale — Badia           | 27-23     |
| 13-12      | Paese — Viadana A        | 16-34     |
| 18-20      | Pesaro — Patavium        | 32-31     |
| 42-36      | Tarvisium — Valsugana    | 35-19     |
| 20-69      | Valpolicella — Verona    | 23-32     |
| 24-25      | Villorba — Petrarca A    | 3-26      |
|            |                          |           |
| 19-11-2023 | 6ª/17ª giornata          | 17-3-2024 |
| 26-29      | Badia — Petrarca A       | 8-46      |
| 38-12      | Casale — Valpolicella    | 21-29     |
| 36-17      | Paese — Tarvisium        | 20-17     |
| 12-12      | Valsugana — Patavium     | 49-5      |
| 61-14      | Verona — Villorba        | 57-9      |
| 35-20      | Viadana A — Pesaro       | 24-27     |
|            |                          |           |
| 17-12-2023 | 9ª/20ª giornata          | 21-4-2024 |
| 18-19      | Patavium — Badia         | 6-20      |
| 28-26      | Petrarca A — Viadana A   | 22-24     |
| 18-22      | Pesaro — Paese           | 17-34     |
| 29-10      | Tarvisium — Valpolicella | 25-22     |
| 22-10      | Verona — Valsugana       | 39-7      |
| 29-17      | Villorba — Casale        | 18-17     |

#### Classifica
| Pos | Squadra      | G  | V  | N | P  | PF  | PS  | DP   | BMP | Pt |
| --- | ------------ | -- | -- | - | -- | --- | --- | ---- | --- | -- |
| 1   | Verona       | 22 | 19 | 1 | 2  | 814 | 329 | +485 | 20  | 98 |
| 2   | Petrarca A   | 22 | 18 | 1 | 3  | 663 | 377 | +286 | 15  | 89 |
| 3   | Paese        | 22 | 15 | 2 | 5  | 533 | 402 | +131 | 11  | 75 |
| 4   | Tarvisium    | 22 | 15 | 1 | 6  | 586 | 497 | +89  | 11  | 73 |
| 5   | Viadana A    | 22 | 13 | 0 | 9  | 610 | 511 | +99  | 16  | 68 |
| 6   | Valsugana    | 22 | 10 | 1 | 11 | 528 | 540 | −12  | 15  | 57 |
| 7   | Casale       | 22 | 8  | 2 | 12 | 530 | 627 | −97  | 14  | 50 |
| 8   | Villorba     | 22 | 7  | 0 | 15 | 469 | 639 | −170 | 9   | 37 |
| 9   | Pesaro       | 22 | 7  | 0 | 15 | 433 | 613 | −180 | 9   | 37 |
| 10  | Badia        | 22 | 6  | 1 | 15 | 446 | 620 | −174 | 8   | 34 |
| 11  | Valpolicella | 22 | 6  | 0 | 16 | 444 | 663 | −219 | 9   | 33 |
| 12  | Patavium     | 22 | 3  | 1 | 18 | 386 | 624 | −238 | 12  | 26 |

### Girone 3

#### Risultati
| 8-10-2023  | 1ª/12ª giornata                | 28-1-2024 |
| ---------- | ------------------------------ | --------- |
| 44-20      | Cavalieri — R. Roma            | 44-28     |
| 20-20      | Livorno — Capitolina           | 22-19     |
| 24-31      | NA Afragola — Avezzano         | 28-36     |
| 7-73       | Paganica — Lazio               | 5-76      |
| 13-20      | Primavera — Firenze            | 16-31     |
| 26-25      | Villa Pamphili — Civitavecchia | 27-36     |
|            |                                |           |
| 29-10-2023 | 4ª/15ª giornata                | 25-2-2024 |
| 59-3       | Avezzano — Paganica            | 33-8      |
| 7-22       | Primavera — Capitolina         | 8-27      |
| 24-27      | Civitavecchia — Cavalieri      | 17-40     |
| 13-22      | NA Afragola — Villa Pamphili   | 31-43     |
| 5-19       | R. Roma — Livorno              | 15-20     |
| 5-38       | Firenze — Lazio                | 7-46      |
|            |                                |           |
| 26-11-2023 | 7ª/18ª giornata                | 24-3-2024 |
| 24-24      | Avezzano — R. Roma             | 29-14     |
| 57-7       | Cavalieri — Livorno            | 41-24     |
| 14-68      | Civitavecchia — Lazio          | 19-50     |
| 38-34      | Paganica — Villa Pamphili      | 22-38     |
| 24-24      | Primavera — NA Afragola        | 28-35     |
| 26-31      | Firenze — Capitolina           | 12-40     |
|            |                                |           |
| 14-01-2024 | 10ª/21ª giornata               | 28-4-2024 |
| 71-14      | Cavalieri — Paganica           | 33-10     |
| 12-28      | Livorno — Avezzano             | 17-22     |
| 13-17      | NA Afragola — Civitavecchia    | 38-33     |
| 7-58       | Primavera — Lazio              | 19-56     |
| 36-34      | R. Roma — Capitolina           | 10-29     |
| 27-24      | Villa Pamphili — Firenze       | 24-21     |

| 15-10-2023 | 2ª/13ª giornata             | 11-2-2024 |
| ---------- | --------------------------- | --------- |
| 40-14      | Avezzano — Primavera        | 35-0      |
| 52-13      | Capitolina — Paganica       | 27-22     |
| 18-25      | Civitavecchia — Livorno     | 21-31     |
| 73-14      | Lazio — Villa Pamphili      | 75-7      |
| 7-27       | Firenze — Cavalieri         | 10-37     |
| 31-15      | R. Roma — NA Afragola       | 17-18     |
|            |                             |           |
| 12-11-2023 | 5ª/16ª giornata             | 3-3-2024  |
| 35-17      | Avezzano — Firenze          | 23-5      |
| 40-10      | Cavalieri — NA Afragola     | 45-20     |
| 41-10      | Lazio — Capitolina          | 33-12     |
| 13-17      | Paganica — Civitavecchia    | 23-20     |
| 20-26      | Primavera — R. Roma         | 25-30     |
| 10-34      | Villa Pamphili — Livorno    | 11-40     |
|            |                             |           |
| 10-12-2023 | 8ª/19ª giornata             | 14-4-2024 |
| 28-29      | Cavalieri — Lazio           | 17-12     |
| 33-26      | Civitavecchia — Avezzano    | 24-31     |
| 20-12      | Livorno — Firenze           | 15-15     |
| 19-29      | NA Afragola — Capitolina    | 18-39     |
| 41-10      | R. Roma — Paganica          | 34-0      |
| 27-16      | Villa Pamphili — Primavera  | 21-29     |
|            |                             |           |
| 21-01-2024 | 11ª/22ª giornata            | 5-5-2024  |
| 18-13      | Paganica — Primavera        | 29-36     |
| 78-7       | Lazio — Livorno             | 36-10     |
| 33-14      | Capitolina — Villa Pamphili | 43-14     |
| 18-16      | Civitavecchia — R. Roma     | 23-21     |
| 19-24      | Avezzano — Cavalieri        | 12-52     |
| 25-18      | Firenze — NA Afragola       | 7-20      |

| 22-10-2023 | 3ª/14ª giornata            | 18-2-2024 |
| ---------- | -------------------------- | --------- |
| 27-18      | Cavalieri — Capitolina     | 20-21     |
| 43-17      | Lazio — Avezzano           | 43-14     |
| 17-10      | Livorno — NA Afragola      | 28-13     |
| 23-30      | Paganica — Firenze         | 12-52     |
| 23-29      | Primavera — Civitavecchia  | 19-31     |
| 7-21       | Villa Pamphili — R. Roma   | 19-41     |
|            |                            |           |
| 19-11-2023 | 6ª/17ª giornata            | 17-3-2024 |
| 19-18      | Capitolina — Avezzano      | 27-31     |
| 6-12       | Civitavecchia — Firenze    | 36-40     |
| 41-24      | Livorno — Primavera        | 30-21     |
| 44-17      | NA Afragola — Paganica     | 28-22     |
| 16-54      | R. Roma — Lazio            | 12-45     |
| 7-54       | Villa Pamphili — Cavalieri | 7-75      |
|            |                            |           |
| 17-12-2023 | 9ª/20ª giornata            | 21-4-2024 |
| 24-20      | Avezzano — Villa Pamphili  | 36-21     |
| 26-19      | Capitolina — Civitavecchia | 16-19     |
| 76-6       | Lazio — NA Afragola        | 58-8      |
| 25-34      | Paganica — Livorno         | 3-15      |
| 35-61      | Primavera — Cavalieri      | 27-54     |
| 6-19       | Firenze — R. Roma          | 10-31     |

#### Classifica
| Pos | Squadra         | G  | V  | N | P  | PF   | PS  | DP   | BMP | Pt  |
| --- | --------------- | -- | -- | - | -- | ---- | --- | ---- | --- | --- |
| 1   | S.S. Lazio      | 22 | 21 | 0 | 1  | 1161 | 261 | +900 | 21  | 105 |
| 2   | Cavalieri Union | 22 | 20 | 0 | 2  | 938  | 378 | +560 | 19  | 99  |
| 3   | Avezzano        | 22 | 15 | 1 | 6  | 623  | 472 | +151 | 17  | 79  |
| 4   | Capitolina      | 22 | 14 | 1 | 7  | 594  | 449 | +145 | 15  | 73  |
| 5   | Livorno         | 22 | 14 | 2 | 6  | 488  | 504 | −16  | 9   | 69  |
| 6   | Rugby Roma      | 22 | 10 | 1 | 11 | 508  | 513 | −5   | 13  | 55  |
| 7   | Civitavecchia   | 22 | 9  | 0 | 13 | 499  | 631 | −132 | 16  | 52  |
| 8   | Unione Firenze  | 22 | 7  | 1 | 14 | 394  | 557 | −163 | 9   | 39  |
| 9   | Napoli Afragola | 22 | 6  | 1 | 15 | 453  | 685 | −232 | 10  | 36  |
| 10  | Villa Pamphili  | 22 | 7  | 0 | 15 | 440  | 804 | −364 | 8   | 36  |
| 11  | Primavera       | 22 | 2  | 1 | 19 | 424  | 745 | −321 | 9   | 19  |
| 12  | Paganica        | 22 | 3  | 0 | 19 | 337  | 860 | −523 | 7   | 19  |

## Play-off
|  | Semifinali | Semifinali      | Semifinali | Semifinali | Semifinali |  |  | Finale     | Finale     | Finale |  |
|  |            |                 |            |            |            |  |  |            |            |        |  |
|  | G1         | CUS Torino      | 24         | 29         | 53         |  |  |            |            |        |  |
|  | G3         | Cavalieri Union | 37         | 6          | 43         |  |  | CUS Torino | CUS Torino | 23     |  |
|  | G2         | Verona          | 8          | 8          | 16         |  |  | S.S. Lazio | S.S. Lazio | 26     |  |
|  | G3         | S.S. Lazio      | 26         | 25         | 51         |  |  |            |            |        |  |

### Semifinali
| Arbitro: | M. Locatelli (Bergamo) |

|               |      |                              |
| Sardo 72’     | mt   | 4’ Santarelli 12’ Moscioni   |
|               | tr   | 4’, 12’ D. Donato            |
| M. Ormson 58’ | c.p. | 19’, 31’, 50’, 74’ D. Donato |

| Arbitro: | G. Chirnoaga (Roma) |

|                               |      |                                      |
| Pesci 11’, 78’ Magni 35’, 47’ | mt   | 4’ Piacenza 14’ Civita 80’ G. Reeves |
| Puglia 11’, 35’, 47’, 78’     | tr   | 4’, 14’ Zanatta 80’ Torres           |
| Puglia 20’, 40’, 58’          | c.p. | 31’ Zanatta                          |

| Arbitro: | L. Palombi (Perugia) |

|                                             |      |              |
| J. Donato 52’                               | mt   | 77’ Zorzetto |
| D. Donato 52’                               | tr   |              |
| D. Donato 6’, 12’, 30’, 41’, 49’ Bianco 75’ | c.p. | 3’ M. Ormson |

| Arbitro: | F. Vinci (Rovigo) |

|                                              |      |                 |
| E. Reeves 3’ Caputo 32’ Groza 36’ Torres 58’ | mt   |                 |
| Torres 3’, 36’, 58’                          | tr   |                 |
| Zanatta 78’                                  | c.p. | 26’, 36’ Puglia |

### Finale
| Arbitro: | L. Negro (Como) |

| |              | |
| Sommer 64’ | mt           | 37’ Andreica 72’ Torres 80’ Modonutto |
| | tr           | 37’ Torres |
| D. Donato 1’, 4’, 10’, 16’, 46’, 53’ Albanese 78’ | c.p.         | 7’, 50’ Torres |
| · Giovannini · Herrera Rezzonico · Cioffi · 70’ T. Cruciani · Santarelli · 68’ D. Donato · Albanese · 60’ Moscioni · Gisonni · 60’ Silla · 72’ Sommer · Cicchinelli · Parlatore · Pilati · J. Donato | Formazioni   | · Imberti 47’ · Telloni · Torres · Groza · Civita · E. Reeves · M. Cruciani 3-13’ · Valleise 68’ · Caputo · Barbotti · Andreica · Ursache 65’ · Piacenza · Spinelli · Quaglia |
| · 60’ Criach · 60’ D’Aleo · 72’ Tomasini · 68’ Cristofaro | Sostituzioni | · Cataldi 68’ · Ciotoli 65’ · G. Reeves 47’ · Modonutto |
| Alfredo De Angelis | Allenatori   | Lucas D’Angelo |

## Verdetti
- S.S. Lazio: promossa in Serie A Élite 2024-25